# Mongolië op de Olympische Winterspelen 1988
Tijdens de Olympische Winterspelen van 1988, die in Calgary (Canada) werden gehouden, nam Mongolië voor de zesde keer deel.

## Deelnemers en resultaten

### Langlaufen
| Olympiër                 | Discipline            | Resultaat | Prestatie            |
| ------------------------ | --------------------- | --------- | -------------------- |
| Dambajantsagiin Battulga | 15 km klassiek (m)    | 69e       | 50.09,4 (+8.50,5)    |
| Dambajantsagiin Battulga | 30 km klassiek (m)    | 69e       | 1:40.41,3 (+16.15,0) |
| Dambajantsagiin Battulga | 50 km vrije stijl (m) | 60e       | 2:30.33,7 (+26.02,8) |
| Ziitsagaany Ganbat       | 15 km klassiek (m)    | 62e       | 48.48,9 (+7.30,0)    |
| Ziitsagaany Ganbat       | 30 km klassiek (m)    | 72e       | 1:42.24,2 (+17.57,9) |
| Ziitsagaany Ganbat       | 50 km vrije stijl (m) | 57e       | 2:26.22,0 (+21.51,1) |
|                          |                       |           |                      |
| Davaagiin Enkhee         | 5 km klassiek (v)     | 50e       | 18.02,2 (+2.58,2)    |
| Davaagiin Enkhee         | 10 km klassiek (v)    | 48e       | 35.40,8 (+5.32,5)    |
| Davaagiin Enkhee         | 20 km vrije stijl (v) | 51e       | 1:08.14,5 (+12.20,9) |

Amerikaanse Maagdeneilanden · Andorra · Argentinië · Australië · België · Bolivia · Bondsrepubliek Duitsland · Bulgarije · Canada · Chili · China · Chinees Taipei · Costa Rica · Cyprus · Denemarken · Duitse Democratische Republiek · Fiji · Filipijnen · Finland · Frankrijk · Griekenland · Groot-Brittannië · Guam · Guatemala · Hongarije · IJsland · India · Italië · Jamaica · Japan · Joegoslavië · Libanon · Liechtenstein · Luxemburg · Marokko · Mexico · Monaco · Mongolië · Nederland · Nederlandse Antillen · Nieuw-Zeeland · Noord-Korea · Noorwegen · Oostenrijk · Polen · Portugal · Puerto Rico · Roemenië · San Marino · Sovjet-Unie · Spanje · Tsjecho-Slowakije · Turkije · Verenigde Staten · Zuid-Korea · Zweden · Zwitserland